# 加藤桂子
加藤 桂子（かとう けいこ）は、日本のフリーアナウンサー、元エフエム長崎のアナウンサー。東京都出身。オールウェーブ・アソシエツ所属。

## 担当番組
特記のないデータは、すべて2021年3月時点での所属事務所公式プロフィールからの参考。

### テレビ番組
- マーケットマガジン（BSジャパン）[2] - アシスタント
- ファンド・エクスプレス（日経CNBC） - リポーター
- JOHO!横濱亭（テレビ神奈川） - 司会
- ビジネスジャーナル 経済彩々（群馬テレビ）[3] - 司会
- 趣味悠々（NHK教育テレビ） - ナレーター
- 東京マーケット情報（NHK BS1） - キャスター
- 国際報道2014（NHK BS1） - キャスター
- 国際報道2015（NHK BS1） - ナレーター

### ラジオ番組
- Nらじ（NHKラジオ第1） - 黒崎瞳産休中の代理キャスター